# آلیس رابرتس (بازیگر)
آلیس رابرتس (زادهٔ ۲۹ ژوئیهٔ ۱۹۰۶ – درگذشتهٔ ۲۹ اکتبر ۱۹۸۵) بازیگر بلژیکی بود که از اواخر دههٔ ۱۹۲۰ تا اواخر دههٔ ۱۹۳۰ میلادی در حرفهٔ بازیگری فعالیت داشت.
بیشتر شهرت وی به خاطر بازی در فیلم صامت جعبهٔ پاندورا است؛ فیلمی که به خاطر پرداختن به موضوع همجنس‌گرایی در ذهن‌ها باقی ماند. از دیگر فیلم‌های وی می‌توان به فیلم پیمان‌شکنی اشاره کرد.
آلیس رابرتس در سال ۱۹۸۵ در ۷۹ سالگی درگذشت.